# Lucien Guillemaut
Lucien Guillemaut, né le 21 août 1842 à Louhans, en Saône-et-Loire et mort le 10 avril 1917 à Paris est médecin de profession, mais il est aussi homme politique et historien local.

## Biographie
Né en 1842 dans la ville de Louhans en Bresse, il est issu d'une famille engagée dans la politique : en effet, son père, Pierre-Eugène Guillemaut, (1810-1886), et deux de ses grands-pères avaient déjà été élus maires de la ville. Il est médecin de profession où il exerce dans la ville. Il est le père du préfet Pierre-Constantin Guillemaut, le neveu du général Charles Guillemaut.

### Carrière politique
Il devient maire de Louhans en 1878 puis conseiller général du canton de Louhans en 1880, où il fonde un collège de jeunes filles, une école communale de filles et un musée. Il devient ensuite député de 1884 à 1898 puis sénateur de 1898 à 1917 sous l'étiquette de la gauche radicale. Il meurt alors que son mandat de sénateur est en cours. Il est inhumé à Louhans 

### Historien local
Lucien Guillemaut est historien de la Bresse, et plus particulièrement de la Bresse louhannaise. Il écrit plusieurs ouvrages sur la région, notamment l'Histoire de la Bresse louhannaise en 1911 ou encore les Armoiries et familles nobles de la Bresse en 1909. En 1911, il fonde la Société des Amis des Arts et des Sciences de la Bresse Louhannaise.

## Hommages
Une rue Lucien-Guillemaut existe à Louhans. S'y trouve aussi, devant l'hôtel de ville, un buste en bronze à son effigie, œuvre de Louis Prost fondue en 1934.
En 2011, le centenaire de la Société des Amis des Arts et des Sciences de la Bresse Louhannaise a donné lieu à une exposition où un hommage fut rendu à Lucien Guillemaut, ainsi que la vente d'un timbre à l'effigie du personnage.

## Sources
- « Lucien Guillemaut », dans Adolphe Robert et Gaston Cougny, Dictionnaire des parlementaires français, Edgar Bourloton, 1889-1891 [détail de l’édition]
- « Lucien Guillemaut », dans le Dictionnaire des parlementaires français (1889-1940), sous la direction de Jean Jolly, PUF, 1960 [détail de l’édition]